# Олдбой (фільм, 2003)
«Олдбо́й» (кор. 올드보이, англ. Oldboy, що значить «Випускник») — кінофільм, південнокорейський психологічний трилер, друга частина «трилогії про помсту» від режисера Пака Чхан Ука. Перший фільм трилогії «Співчуття панові Помста» вийшов у (2002), останній — «Співчуття пані Помсті» (2005). В основу сценарію покладено манґу японських авторів Мінеґіші Нобуакі та Ґарона Цучія «Old Boy». Фільм вийшов у прокат 21 листопада 2003 року. Збори в усьому світі склали $14 272 524.
На 1 червня 2024 року фільм займав 75-ту позицію у списку 250 найрейтинговіших фільмів за версією IMDb.

## Сюжет
Події у фільмі розпочинаються у 1988 році. Бізнесмен О Десу, котрий в день народження своєї дочки по дорозі додому напивається і починає бешкетувати, за що потрапляє у поліцейський відділок. З цього відділку його забирає приятель Джу Хван. Поки Джу Хван телефонує дружині О Десу, той зникає. Його викрадають та поміщають в імпровізовану тюремну камеру. Камера складалася з кімнати із телевізором, туалетом і була без вікон.
О Десу проводить в цій камері п'ятнадцять років свого життя, телевізор складає основну частину його дозвілля. Через рік він дізнається з телевізійних новин, що його дружина вбита, а дочка зникла, і головним підозрюваним в злочині є він. Від тривалої самотності в ув'язненого розпочинаються галюцинації. Протягом п'ятнадцяти років через маленьке віконце у дверях йому дають одну їжу: смажені пельмені та чай. Час від часу в камеру через вентиляцію подавали валіум. Будь-які спроби самогубства не допускалися.
Через п'ятнадцять років О Десу опиняється у валізі на даху багатоповерхівки. Він вирішує будь-що знайти свого кривдника і помститися йому.

## У ролях
- Чхве Мін Сік — О Де Су
- Ю Чі Тхе — Ли У Чин
- Кан Хе Чон — Ми До
- Хі-джен Кан — Но Чу Хван
- О Даль Су — Чхоль Ун Пак

## Цікаві факти
- Англійське слово «Oldboy» буквально перекладається як «однокласник».

- Фраза «смійся, і весь світ сміятиметься з тобою; плач — і плакатимеш на самоті» неодноразово звучить у фільмі. Це цитата з поеми «Самотність» американської поетеси Елли Вілкокс.

- У Кореї дійсно їдять живих восьминогів, як і робить головний герой у суші-барі. До речі, їх перед цим зазвичай ріжуть на шматочки.

- Актор Чхве Мін Сік — буддист, і перед поїданням живого восьминоги повинен був помолитися. Було зроблено чотири дублі й, відповідно, з'їдені чотири восьминоги.

- Знаменита сцена бійки з молотком в коридорі в'язниці була знята одним дублем. На підготовку зйомки сцени пішло три дні, і в ній практично не використовується комп'ютерна графіка. На комп'ютері було намальовано лише ніж, що стирчав зі спини О Дай-Су.

## Нагороди та номінації

### Нагороди
- 2005 — Кінофестиваль в Бангкоку
  - Найкращий режисер — Пак Чхан Ук
- 2004 — Каннський кінофестиваль
  - Гран-прі журі — Пак Чхан Ук
- 2004 — «Великий дзвін» Південної Кореї (головна кінонагорода, південнокорейський «Оскар»)
  - найкращий режисер — Пак Чхан Ук
  - найкращий актор — Чхве Мін Сік
  - найкращий монтаж — Ким Сан Бом
  - найкраща музика — Чо Йон Ук
  - найкраще світло

### Номінації
- 2006 — Премія «Сатурн»
  - Найкращий фільм у жанрі екшн/пригоди/трилер
- 2005 — Кінофестиваль в Бангкоку
  - Найкращий фільм — Пак Чхан Ук
- 2004 — Каннський кінофестиваль
  - «Золота пальмова гілка» — Пак Чхан Ук
- 2004 — Премія «European Film Awards»
  - Міжнародна нагорода — Пак Чхан Ук